# Сумников, Игорь Константинович
И́горь Константи́нович Су́мников (20 сентября 1966, Орша, Витебская область, Белорусская ССР, СССР) — советский, позднее белорусский велогонщик. Мастер спорта СССР (1983), мастер спорта СССР международного класса (1984). Заслуженный мастер спорта СССР (1985).

## Карьера
Родился 20 сентября 1966 года в Орше. В 1984 году окончил школу-интернат спортивного профиля в Витебске.
Чемпион мира (1984 года — в командной гонке на 70 км; 1985 года — в командной гонке на 100 км), серебряный призер (1987) в командной гонке на 100 км, Чемпион СССР в парной гонке на 50 км (1985, 1988); в командной гонке на 100 км (1985, 1986, 1987, 1988); Чемпион СССР в многодневной гонке на призы газеты «Социалистическая индустрия» в командном зачете; Бронзовый призёр чемпионата СССР в индивидуальной гонке на 50 км (1985, 1986); Серебряный призёр спартакиады народов СССР в многодневной гонке (1986) в командном зачёте; Победитель велогонки Гранитная лента Британии (Франция) в личном и командном зачёте; Имеет более 70 побед в групповых гонках мирового уровня. 
Участник Олимпиады 1988 года (командная гонка 100 км, 7 место).
Семикратный чемпион СССР.
В 1990 году выступал за профессиональную команду Alfa Lum (Сан-Марино).
В настоящее время проживает в Минске, работает со сборной Белоруссии по велоспорту.